# Ernest A. Kehr
Ernest Anthony Kehr (* 10. September 1911; † 13. November 1986) war ein US-amerikanischer Philatelist.

## Werdegang
Kehr war Mitglied im Collectors Club of New York. Für die Publikationen des Vereins schrieb er zahlreiche Artikel. Er hatte Kolumnen in mehreren Tageszeitungen, darunter New York World-Telegram, New York Herald Tribune und Long Island’s Newsday. Im Radio und im Fernsehen warb er in über 2000 Sendungen für das Briefmarkensammeln. Sein bekanntestes Buch, The Romance of Stamp Collecting, erschien 1947.
Seit 1991 vergibt die American Philatelic Society den Ernest A. Kehr Award für hervorragende Leistungen in der Förderung der Jugendphilatelie.

## Ehrungen
- Honorary Fellow des Collectors Club of New York
- 1953: Verdienstkreuz (Steckkreuz) der Bundesrepublik Deutschland
- 1974: Lichtenstein Award
- 1975: Einschreibung in die Roll of Distinguished Philatelists
- 1976: Luff Award
- 1987: Aufnahme in die American Philatelic Society Hall of Fame